# Cosette (cantante)
Cosette, nombre artístico de Dominique Cozette (Canteleu, Alta Normandía, 14 de mayo de 1946), es una cantante francesa de la década de 1960.

## Trayectoria
Dominique Cozette inicia su carrera en 1967 y finaliza el mismo año. Al firmar un contrato con Disques Vogue, lanza su primer álbum a mediados de 1967, llamado "Le grand chaperon noir". Luego, lanza el álbum "Jesus chez les gitans", donde canta junto a un grupo musical y finalmente lanza un EP pero con el sencillo "Les cheveux dans les yeux".

## Discografía
- Discográfica Disques Vogue
- (1967) "Le grand chaperon noir" (Le grand chaperon noir/Idéalisation/Les cheveux dans les yeux/Ballade pour un pourquoi)
- (1967) "Jesus chez les gitans"
- (1967) "Les cheveux dans les yeux" (solo single)